# Rudy (Dąbrowa Górnicza)
Rudy (dawn. Rudy Łazowskie i Rudy Okradzionowskie) – część miasta Dąbrowy Górniczej w dzielnicy Łazy. W granicach Dąbrowy od 1977 roku. Rozpościerają się wzdłuż ulicy Turystycznej.

## Historia
W latach 1867–1941 Rudy należały do gminy Łosień w powiecie będzińskim. W II RP przynależały do woj. kieleckiego, gdzie 31 października 1933 wraz z Łazami i przysiółkiem Wypaleniska utworzyły gromadę o nazwie Łazy w gminie Łosień. Rudy dzieliły się wówczas na Rudy Łazowskie i Rudy Okradzionowskie.
Podczas II wojny światowej włączone do III Rzeszy. 18 stycznia 1945 wraz z powiatem będzińskim włączone do województwa śląskiego, gdzie stanowiły nadal część Łaz w gminie Łosień
W związku z reformą znoszącą gminy jesienią 1954 roku, Rudy włączono do gromady Okradzionów.
27 maja 1975 roku wraz z Łazami zostały włączone do miasta Ząbkowice, a 1 lutego 1977 roku wraz z miastem Ząbkowice – do Dąbrowy Górniczej.